# Coeliinae
Coeliinae es una subtribu de la subfamilia Epidendroideae de la familia de las orquídeas.

## Descripción
Se compone de plantas epífitas de crecimiento cespitoso. Tienen pseudobulbos globosos con varias hojas mostrando una inflorescencia lateral. Solamente contiene dos géneros.

## Géneros
- Coelia Lindl.
- Bothriochilus